# Mystrium
Mystrium is een geslacht van mieren uit de onderfamilie van de Amblyoponinae.

## Soorten
- M. camillae Emery, 1889
- M. fallax Forel, 1897
- M. leonie Bihn & Verhaagh, 2007
- M. maren Bihn & Verhaagh, 2007
- M. mysticum Roger, 1862
- M. oberthueri Forel, 1897
- M. rogeri Forel, 1899
- M. silvestrii Santschi, 1914
- M. stadelmanni Forel, 1895
- M. voeltzkowi Forel, 1897